# Thorwald Alef

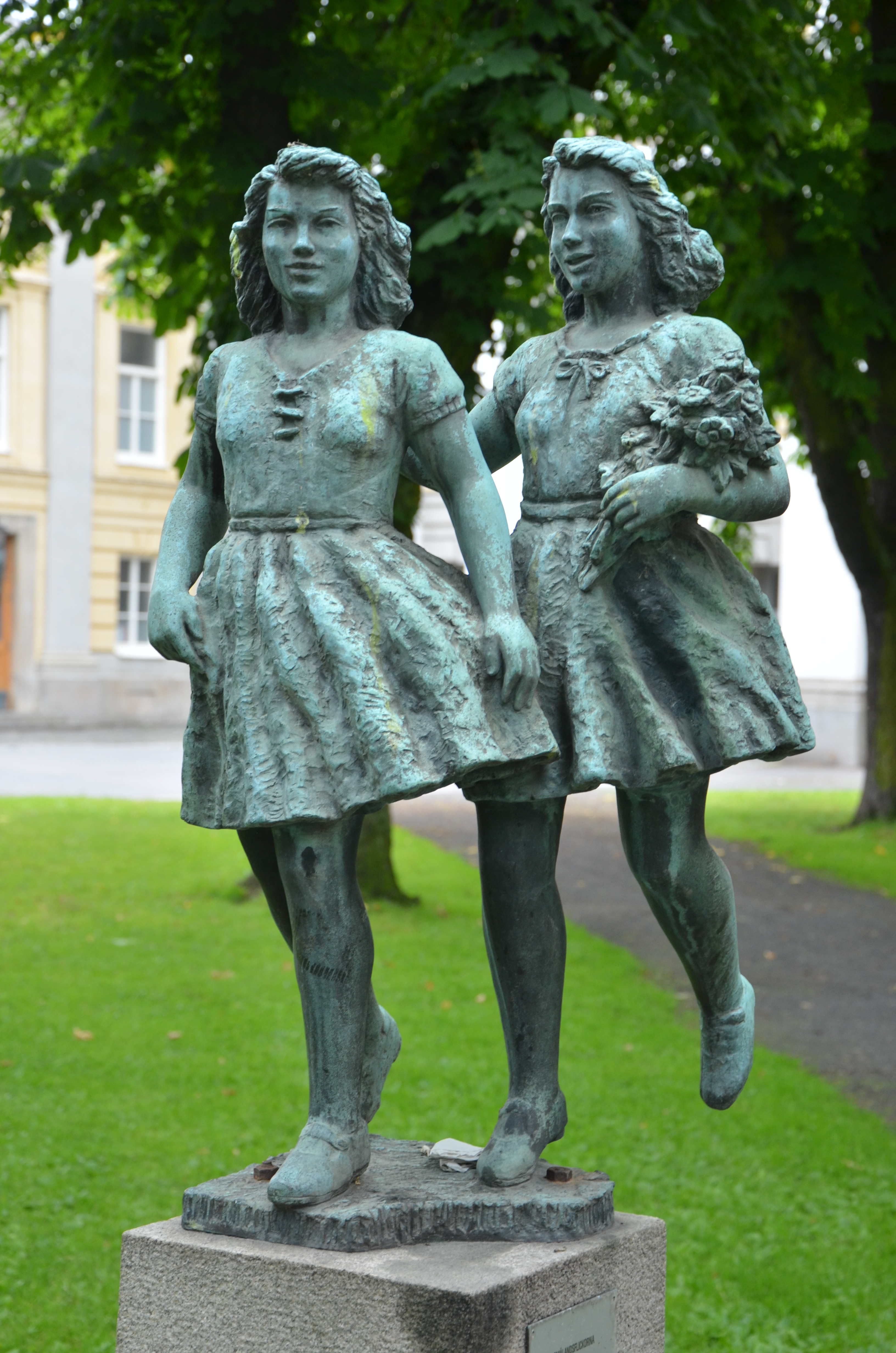
Smålandsflickorna i Braheparken i Jönköping. I Ystad finns en nästan identisk staty kallad Skolflickor.

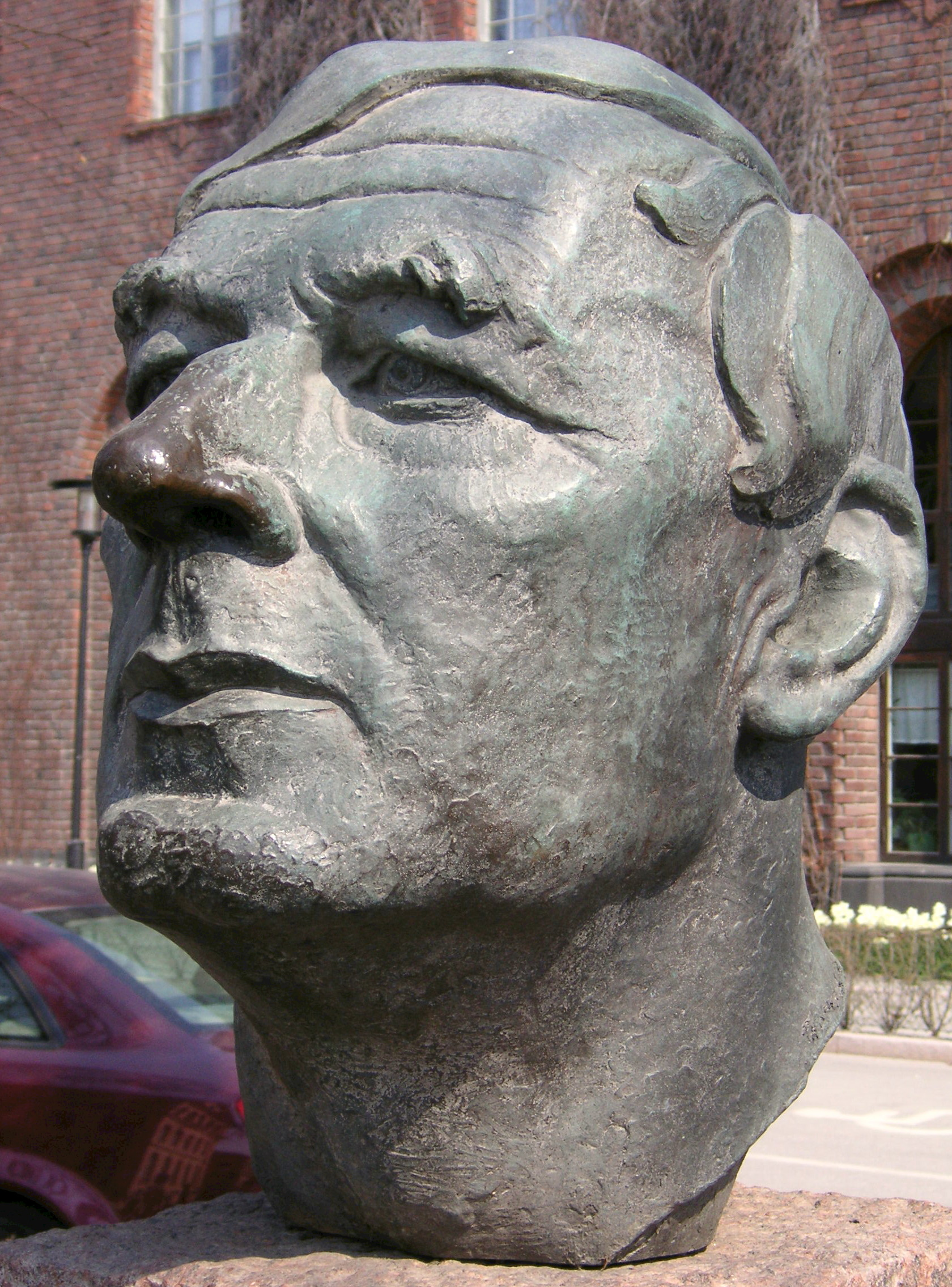
Ragnar Östberg, porträttbyst på Ragnar Östbergs plan i Stockholm

Thorwald Alef, född 10 november 1896, död 21 december 1974, var en svensk målare och skulptör. Alef gifte sig två gånger, år 1939 med Görel Johannesson (1902–1952) och 1959 med Margit Södergren (1916–?).

## Biografi
Thorwald Alef växte upp i Jönköping och utbildade sig vid Althins målarskola 1917–19 och på Kungliga Konsthögskolan i Stockholm 1919–22. Han debuterade som målare 1924 som en tidig modernist. Han övergick senare till skulptur. Han samarbetade bland annat med Estrid Ericson på Svenskt Tenn.

## Offentliga verk i urval
- Trädgårdsmästaren, Örtaträdgården i Vadstena
- Musica, 1946, placerad 1979, vid Wennergren Center i Stockholm
- Sockel till solur, med skulptur av Per Brahe d.y., granit, 1948, Braheparken i Gränna
- Smålandsflickorna, brons, 1951, Braheparken i Jönköping
- Solbadande flickor, ekebergsmarmor, 1956, Falkenberg
- Smålandsflickorna, brons, 1959, Tallbacken i Timrå
- Trädgårdsmästaren, Örtagården i Vadstena
- Sol, konststen, 1954, Karusellvägen/tivolivägen i Västberga i Stockholm
- Sol, Bollhusparken i Ystad.
- Porträttbyst av Ragnar Östberg, brons, 1971, Stadshusparken i Stockholm
- Tjäderspelet, torget i Hyltebruk

Verk av Thorwald Alef finns också i Hässjö kyrka i Timrå och Gustav Adolfs kyrka i Sundsvall, på Sjöhistoriska museet i Stockholm, Nationalmuseum i Stockholm, Västerås konstmuseum och på Utvandrarnas hus i Växjö.

## Fotogalleri

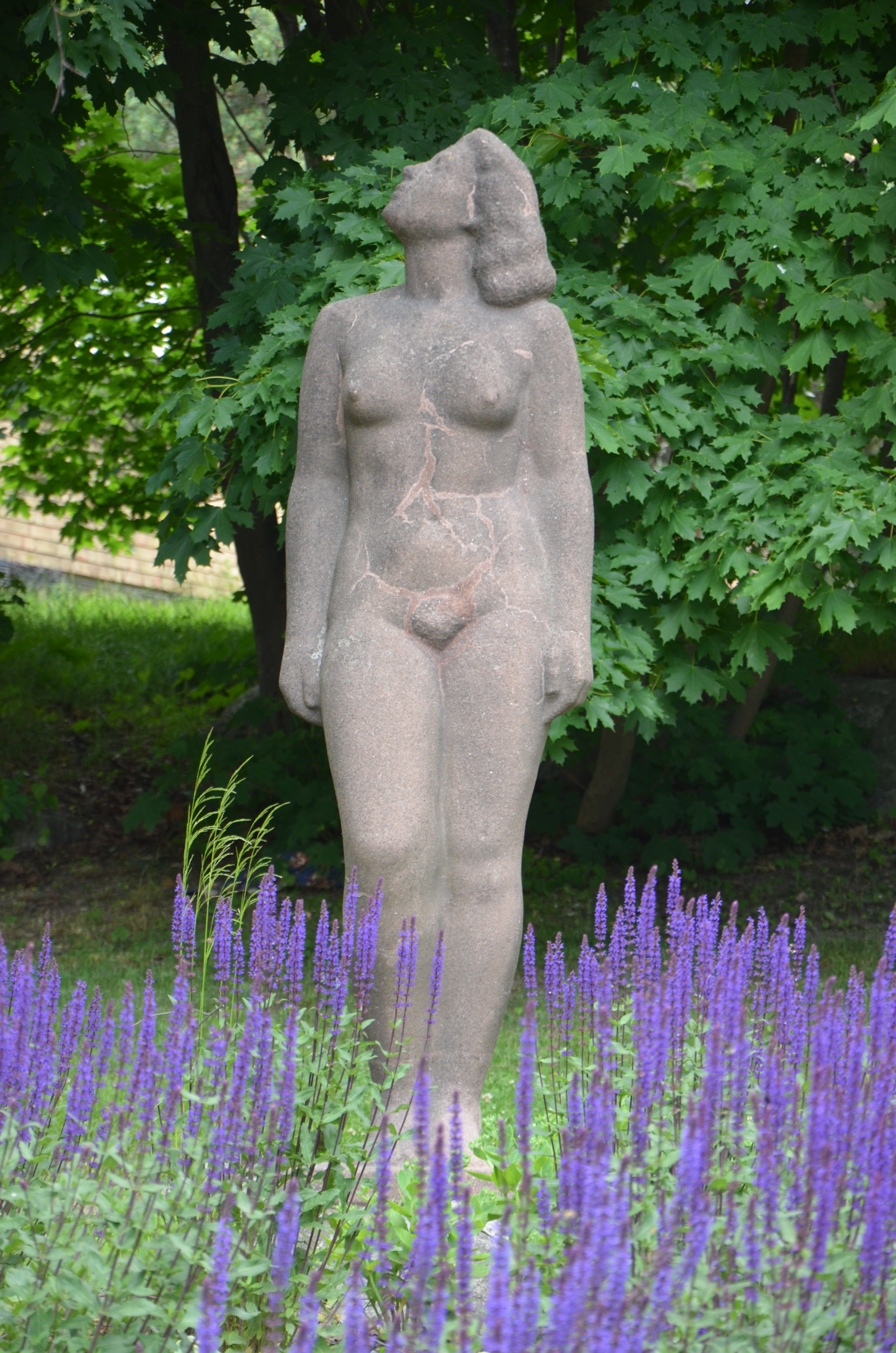
Sol i Västberga i Stockholm
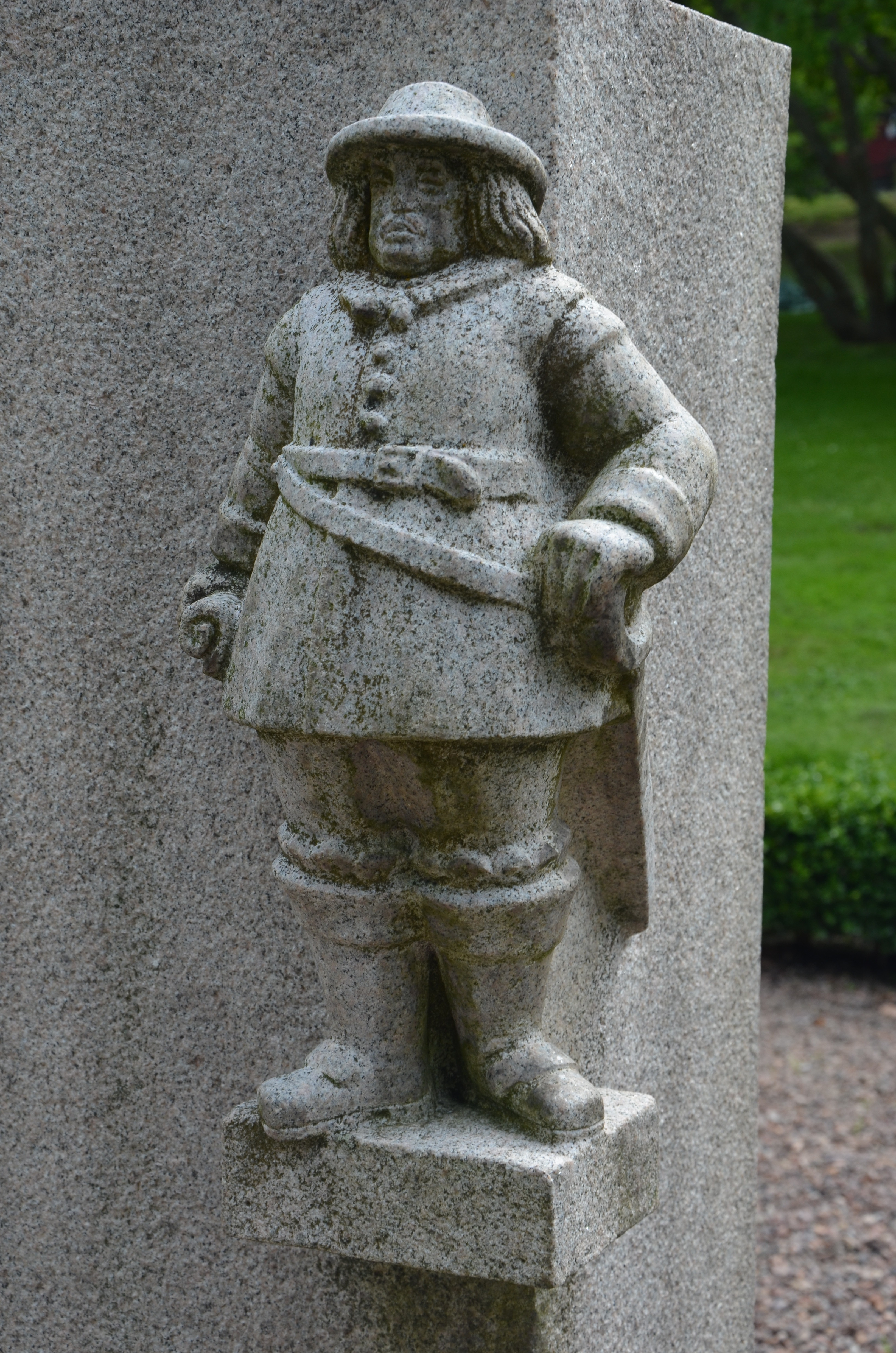
Per Brahe d.y. i Gränna
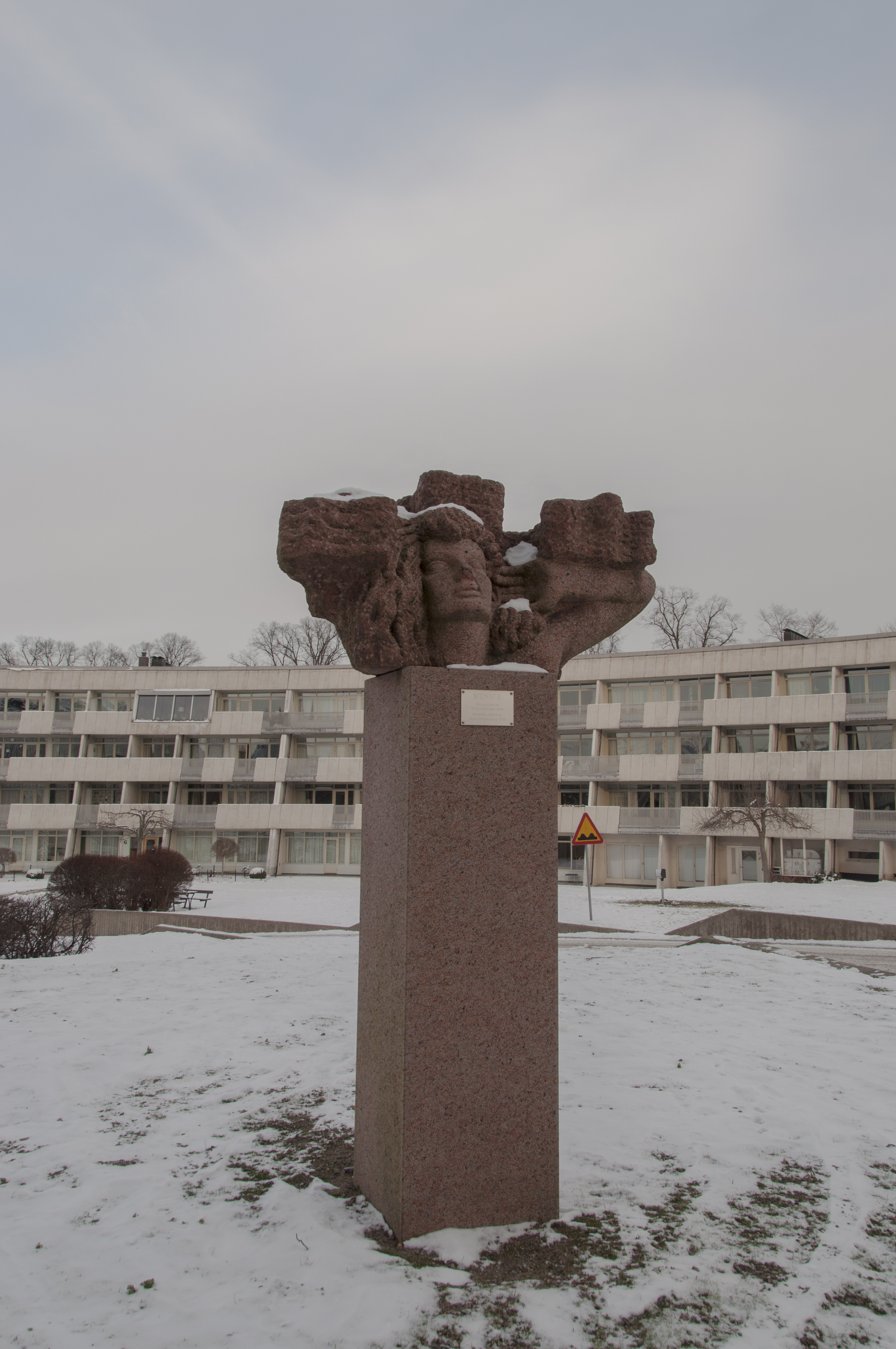
Musica i Stockholm
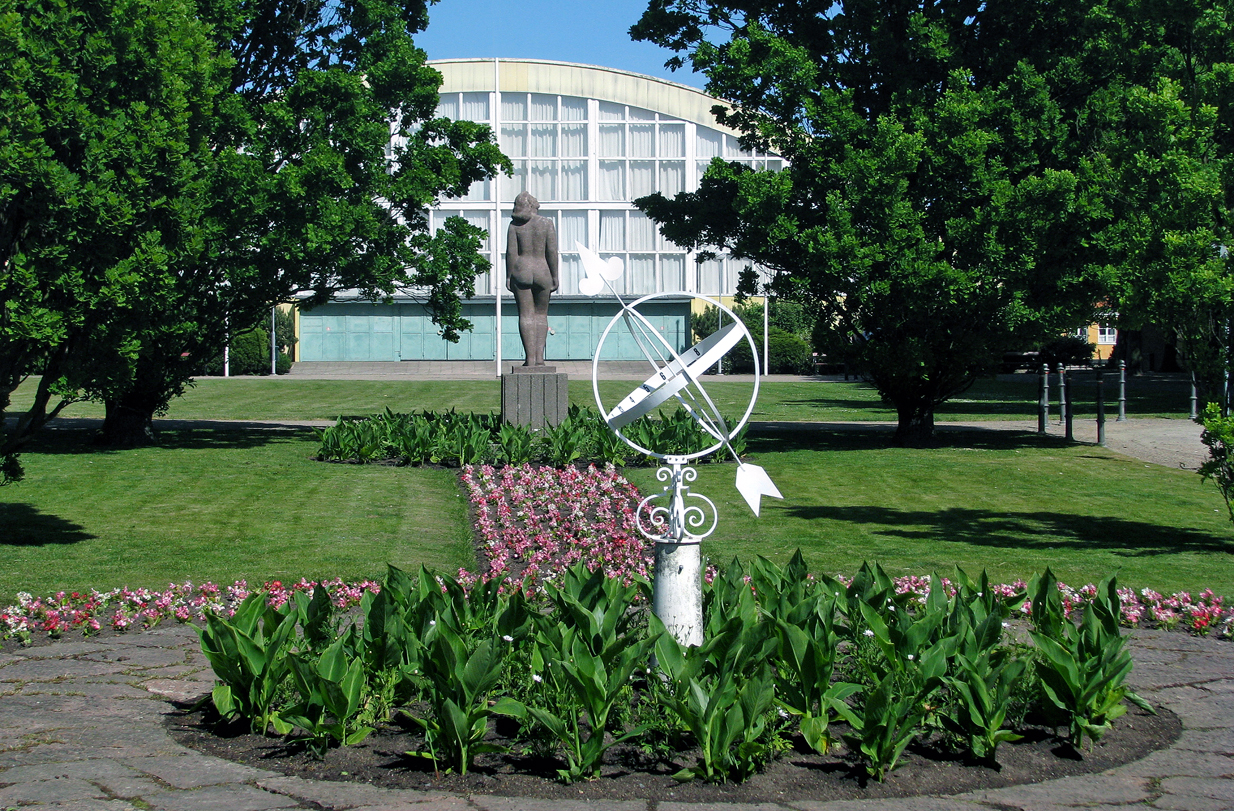
Sol, Bollhusparken i Ystad.